# Bonnet
Bonnet ist eine französische Gemeinde mit 181 Einwohnern (Stand 1. Januar 2022) im Département Meuse in der Region Grand Est (vor 2016 Lothringen). Sie gehört zum Arrondissement Commercy und zum Kanton Ligny-en-Barrois.

## Geografie
Die Gemeinde liegt etwa 35 Kilometer südöstlich von Bar-le-Duc im Süden des Départements Meuse. Die Gemeinde besteht aus dem Ort Bonnet und wenigen Einzelgehöften. Weite Teile im Westen der Gemeinde sind bewaldet (Bois de la Caisse genannt). Nachbargemeinden sind Houdelaincourt im Norden, Abainville im Nordosten, Gondrecourt-le-Château im Osten und Süden, Horville-en-Ornois im Südosten, Mandres-en-Barrois im Südwesten und Westen sowie Ribeaucourt und Saint-Joire im Nordwesten.

## Geschichte
Der Name der heutigen Gemeinde wurde 982 in der lateinischen Form Boneidum erstmals in einem Dokument über Gérard de Toul erwähnt. Im Mittelalter gehörte der Ort zum Gebiet des Herzogtums Bar und danach zum Herzogtum Lothringen. Genauer zum Amt (Bailliage) Chaumont. Mit dieser Herrschaft fiel Bonnet 1766 an Frankreich. Bis zur Französischen Revolution lag die Gemeinde im Grand-gouvernement de Lorraine-et-Barrois. Von 1793 bis 1801 war die Gemeinde dem Distrikt Gondrecourt zugeteilt und von 1793 bis 2015 Teil des Kantons Gondrecourt-le-Château. Seit 1801 ist Bonnet dem Arrondissement Commercy zugeordnet.

### Bevölkerungsentwicklung
| Jahr                       | 1962 | 1968 | 1975 | 1982 | 1990 | 1999 | 2006 | 2019 |
| Einwohner                  | 290  | 276  | 243  | 245  | 236  | 198  | 213  | 191  |
| Quellen: Cassini und INSEE |      |      |      |      |      |      |      |      |

## Sehenswürdigkeiten
- Kirche Saint-Florentin aus dem 13. bis 15. Jahrhundert, Monument historique[3]
- Rathaus- und Schulgebäude aus dem Jahr 1852
- drei Wegkreuze; eines in der Grande Rue am Westende des Dorfs, ein weiteres bei Le Parterre und das Wegkreuz Croix du Moulin à vent am Chemin de Sicheres
- mehrere Lavoirs (Waschhäuser)
- Quelle Saint-Florentin westlich des Dorfs am Westende der Grande Rue
- Pferdetränke am Dorfausgang Richtung Gondrecourt-le-Château
- Denkmal für die Gefallenen[4]
- Lindenallee zwischen Dorf und Quelle Saint-Florentin

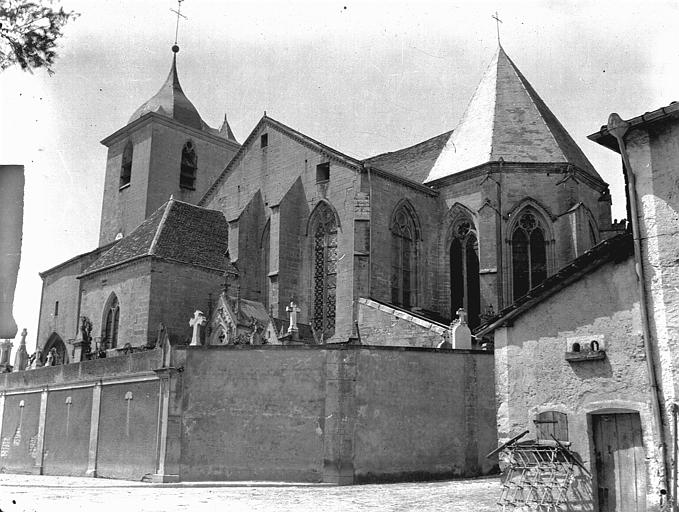
Kirche Saint-Florentin im Jahr 1914

- Obstgarten mit lokalen Obstsorten